# Інешкіпазія
Ерзянська віра (ерз. Ineškipazněń Kemema) — традиційна політеїстична релігія ерзян, що містить елементи пантеїзму. Назва походить від імені верховного бога Інешкіпаза. Типологічно віра ерзян близька до міфології Шумеру, Греції, Риму, германців, скандинавів, слов'ян.
Ерзянська віра широко практикується серед ерзян, поряд із православним християнством, у рамках двовір'я. Нерідко під час двунадесятих свят відправляють і традиційні ерзянські культи. Лише 2 % ерзян є прибічниками чистої інешкіпазії і не практикують християнства.
Для Ерзянської віри нехарактерні ієрархічні релігійні структури: духовні управління, центри, місії, духовні навчальні заклади тощо. Соціальним фундаментом для традиційної релігії ерзян є родина, рід та громада. Традиція навчання і підготовки жерців була цілковито втрачена вже у XVIII ст. Починаючи з ХІХ ст. ерзянськими жерцями на виборних засадах є жінки, а рідше і чоловіки. Мокша, найбільш споріднений із ерзянами народ, практично повністю втратив традиційні вірування і цілковито прийняв християнство.

## Віровчення
Інешкіпаз задумав заснувати життя. Він створив світ і всі земні творіння, вінцем яких є людина. Інешкіпаз творить з нічого своїм словом, своєю думкою. Людина створена тому, що Інешкіпаз вирішив зробити її господарем світу. Свідомість вкладена в людину Інешкіпазом, вона є не властивістю людського мозку, а автономною субстанцією мислення, що має матеріальний і нематеріальний початок. Після створення світу свідомість стає властивістю всього космосу. Згодом свідомість (душа) дарується людині матір'ю-богинею Анге-Патяй при її народженні. Кожна людина наділена особливою і неповторною свідомістю, завдяки чому люди відрізняються один від одного. Як космічна субстанція свідомість не має початку в часі і просторі, вона наповнює весь світ. Суб'єктом свідомості виступає Інешкіпаз.

### Життя
Життя — творіння Інешкіпаза. Життю передують хаос, безмежна вода і темрява. Вища субстанція життя — людина, господар землі. Сенс життя — в промислі Інешкіпаза, в існуванні людини за законами гармонії, розуму, краси. Діяльними персонажами життя є божества, деміурги і культурні герої, що сприяють людині в її господарській, суспільній, сімейно-побутовій, моральній, естетичній та іншій діяльності. Боги одухотворюють життя, наповнюють поезією і красою. Жити значить мислити, працювати, шанувати бога, дотримуватись звичаїв, обрядів, законів, сприймати красу. Життя поділяється на земне — світ людей і небесне — світ богів, потойбічне — світ мертвих, позамежне — світ нечистої сили, демонів. У світі людей життя відміряне, в світі богів — вічне і незмінне, в світі мертвих — нерухоме, безструктурне, в світі нечистої сили — тупикове, анти-життя. Життя існує в космосі, в просторі і в часі.

### Творець і людина
Життя не народжується само по собі, а створюється. Тому єдиною його субстанцією є Творець. Творець визначає субстратні, функціональні, структурні, просторово-часові та інші параметри світу. Бог творить світ, щоб заснувати життя, створюючи яке, реалізує свою сутність. Як творець всього сущого, батько і мати світу, він піклується про його добробут, створює для нього богів-покровителів. Центральна фігура світобудови — людина. Крім бога, в творінні людини бере участь Чорт. Тому людині притаманні позитивні і негативні якості. Однак духовна субстанція в людини закладена богом, і тому в ньому переважає розумне, світле, добре. Як творіння, як сутність вторинного порядку, людина не має самостійної ідеї, не виконує самостійної місії на землі, сенс її буття — виконання божественного призначення.
Духовні вподобання людини — краса і любов, соціальні — рівність, справедливість, добробут. Відносини людини з богами здійснюються за допомогою молитви, жертвопринесень, приватних і громадських молінь, шлюбних зв'язків. Всі об'єкти і явища світу представляються живими, наділеними душею і розумом, а деякі — мають людську подобу. Людина, тварини і рослини здатні перевтілюватися один в одного.

### Час і простір
Простір і час не є властивостями природи (тривалість і структура предметів і процесів), а самостійні сутності, незалежні від предметів і процесів. Час, подібно божеству, панує над усім, дає життя конкретним істотам і предметам і забирає його у них. Життя розумне і запрограмоване, що проявляється у звичаях, традиціях, обрядах. Жити — значить здійснювати визначену ідею, мету, задум.

### Твердь земна
Чам-Пас і Шкай творять землю з піску, піднятого з дна моря Шайтаном, Інешкіпаз створює з нічого своїм словом, думкою. Поняття про землю не має чіткої визначеності.
Під землею мається на увазі або суходіл, на якому живе людина, тварини і рослини, або Земля як планета з морями, океанами, річками, лісами, полями, горами тощо. Земля тримається на трьох рибах — осетер, севрюга, білуга, що плавають у первородному Океані під трьома її кутами. Первородний Океан не має меж у часі і просторі. Однак в деяких міфах говориться, що Інешкіпаз спочатку створив небо, потім землю, потім воду, океан.

## Обряди

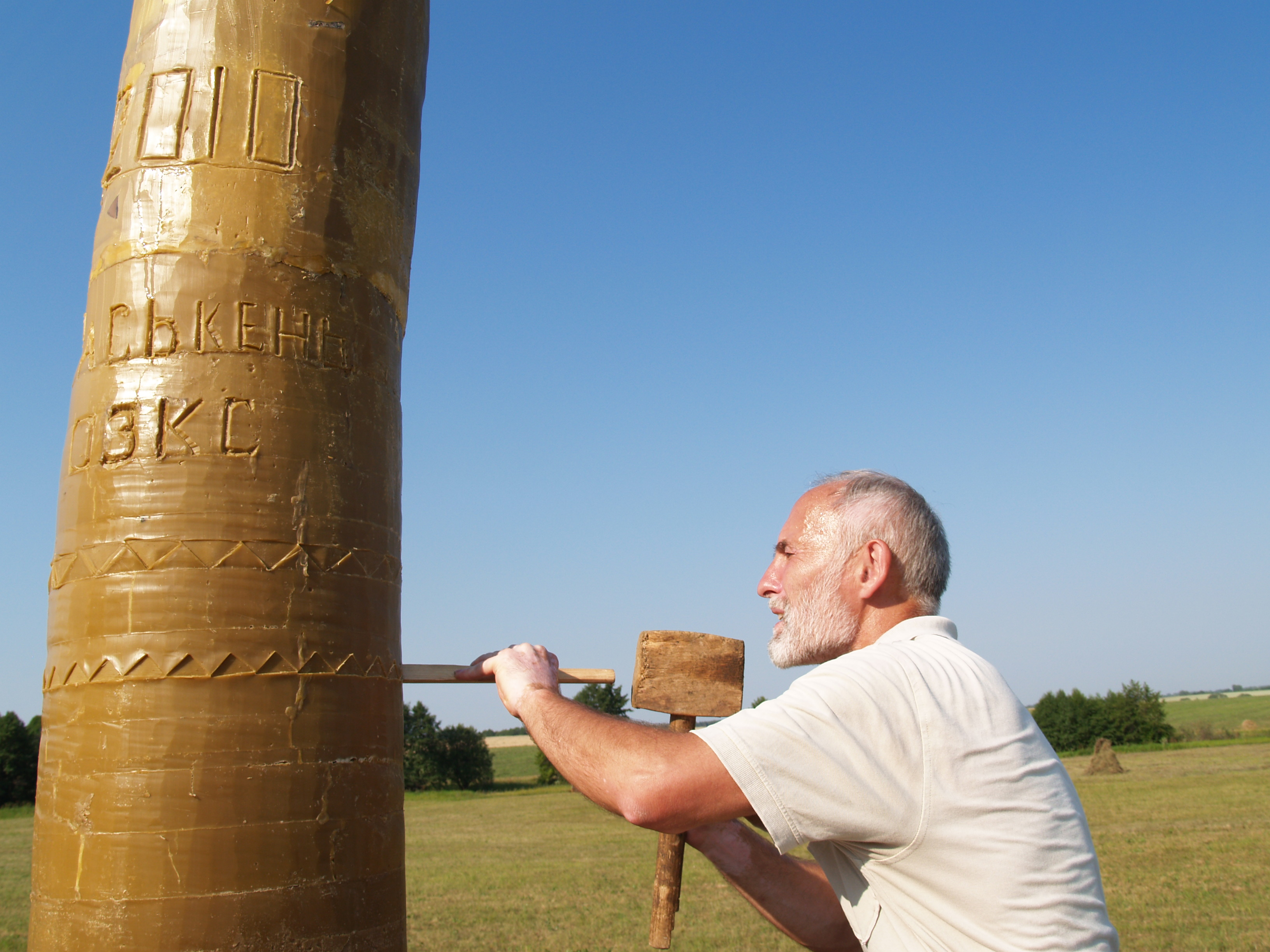
Підготовка до проведення Раськень Озкс, с. Чукали, Республіка Мордовія — 2010 р.

Ерзя ніколи не мали ідолів чи зображень богів. Поклонялися суто природним стихіям, священним деревам — дубу, липі, березі, в'язові, до яких приносили жертви, однак ніколи не визнавали їх божествами. Ерзя вірили в єдиного верховного бога, від якого залежить весь видимий і невидимий світ. Ерзя, терюхани і каратаї називають його Паз, Верепаз, Інешкіпаз.
Молитовні обряди (ерз. oznoma) постійно супроводжують ерзю в житті. Від народження і до смерті життя ерзян супроводжують різні обряди. Головні з-поміж них:
Лємєнь путома кой (ерз. Lemeń putoma koj) — обряд наречення, надання імені новонародженому.
Тундонь ільтєма кой (ерз. Tundoń iĺtema koj) — обряд зустрічі весни. Обряд справляли тоді, коли жінки зустрічали перших птахів та просили в богині Землі Масторави гарної погоди для посівної.

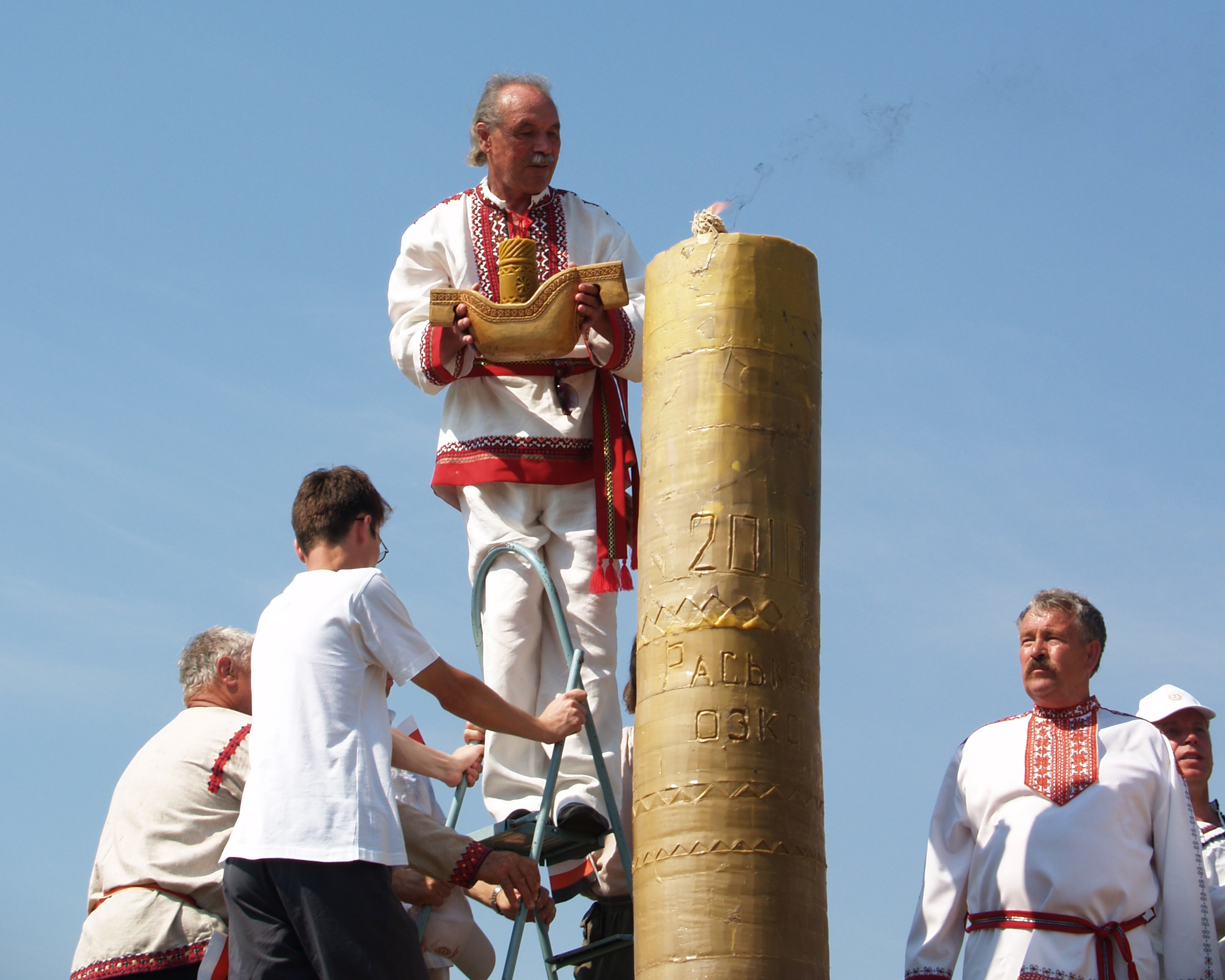
Запалення штатола — ритуальної свічі.

Раськень Озкс (ерз. Raśkeń Ozks — «Родове Моління») — обрядове свято, народне (родове) моління. У старі часи Раськень Озкс проводили нечасто, це відбувалося раз на 20-40 років; на одне покоління припадала, таким чином, лише одна або дві таких події. Востаннє це було 25 вересня 1629 року. Тоді царський уряд заборонив проведення цього язичницького свята, і заборона діяла 370 років. Проте традиції Раськень Озкс продовжували підтримуватись неофіційно. Люди збиралися в місцях старовинних мольбищ: в лісах, на полях, на кладовищах. Кожна ерзянська волость мала по декілька великих мольбищ. Вже похрещені ерзяни таємно продовжували приносити жертви своїм давнім богам.
Інетнень Ютамост (ерз. Inetneń Jutamost — «Явлення Великих») — обряд вшанування померлих. Буквально перекладається як «Явлення Великих». На будь-яке святкування чи збори ерзяни завжди запрошували своїх попередників, які жили задовго до них. Це була свого роду невидима нитка, що пов'язувала минуле і сьогодення народу, не давала забути померлих. Під час ерзянського моління неодмінно звучить молитва-звернення до предків. Цю молитву слідом за Озавою повторюють всі молільники. Після того, як померлі незримо встають в лави живих молільників, починається Інетнень Ютамость. Озава проголошує: «Pingede-pingeń Ěrämo Tüštä Inäzoronteń!» («Одвічне життя царю Тюшті!»). На вершину Маара піднімається легендарний ватажок Тюштя і вітає нащадків. Далі викликаються стародавні інязор Пургаз, Алабуга, Баюш, історичні та сучасні суспільні та культурні діячі ерзян (наприклад, скульптор Степан Ерзя, письменник Артур Моро, громадський діяч Йовлань Оло).
Кулицянть лайшемазо (ерз. Kulycänt́ lajšemazo) — обряд оплакування, прощання з небіжчиком.

## Пантеон богів
Боги в ерзян поділяються на земних і небесних. Земні — ті, які оточують людину, пов'язані з домівкою — Кудава (kudo — «будинок»), Кардазава (kardaz — «двір»), Юртава (jurt — «основа будинку»). Деякі земні боги уособлюють родючість: Норовава (norov — «родючість»), Паксява (paksä — «поле»), Вірява (viŕ — «ліс», ava — «жінка»). Свою класифікацію мають і небесні боги — в залежності від виконуваних «функцій» і ступеня могутності. Крім єдиного вічного бога ерзя визнають створених ним добрих і злих духів. За народними віруваннями духи, як і люди, плодяться, і їх в світі безліч. Скрізь, на всякому місці, невидимо присутнє якесь божество, яке виконує повеління верховного бога або призначене ним для управління будь-якою частиною всесвіту.

## Святині
Велике дерево (Дерево миру) — сприймається ерзянами як найбільш конкретний вияв світобудови. Такими деревами, що втілювали універсальну концепцію світу, могли бути могутній дуб (ерз. ěčke tumo), береза (ерз. kilej), яблуня (ерз. umarina). Характерними ознаками такого дерева є здійняті до гори гілля, велика крона, потужний стовбур, розгалужене коріння, що сягає глибоко під землю. На його віттях збираються боги, щоб вершити долі людей та Всесвіту. Образ Великого дерева тісно пов'язаний із образом Великого птаха. Великі дерева для ерзян — це сакральні місця, де відбуваються моління. Однією з найважливіших функцій такого дерева є заступництво над родючістю ерзянських земель. Під час таких молінь відбувались жертвопринесення: кров закладеної худоби виливалася на коріння дерев, а знята шкура вивішувалась на гіллях. Цей ритуал символізував своєрідне годування Великого дерева — пристановища богів. Ерзяни сіл Сабаєво і Давидово Кочкуровського району труни з мерцями підвішували на гілках дерев. Цей обряд символізував відправлення душі у загробне життя. Велике дерево у цьому обряді слугувало порталом у потойбічний світ.
Великий птах (ерз. Inenarmuń) — сакральний образ ерзянської міфології. Великий птах втілювався в образі гуски (ерз. macej), лебедя (ерз. loksej), качки (ерз. jaksärgo). Великий птах виконував функцію творення об'єктів природи, космічних сил, впорядковував світ. Поєднував у собі три стихії: землю (птах може ходити), воду (плавати) і повітря (літати). У деяких міфах Великий птах виступає в образі посланця богів, що приходить до старих людей і людським голосом промовляє загадки, розгадати які несила нікому.
Із Великим птахом в ерзянській міфології пов'язано кілька сюжетів. В одному з них він пірнає на дно Первородного океану і здіймає з його дна пісок та мул, з яких виникає суша. Продовженням цього міфу є оповідь про подальше творення світу з яйця, знесеного Великим птахом у віттях Великого дерева. Із верхньої частини розколотого яйця утворилось небо, з нижньої — земля, а з жовтка — сонце, з білка — місяць. З інших яєць з'являлись боги, люди і тварини. Образ Великого птаха присутній і в матеріальній культурі ерзян. Так, під час розкопок одного з древніх ерзянських поселень, виявлено бляху з кованої срібної пластини із зображенням птаха. Такі бляхи використовувались як прикраси лише заможними жінками, які носили їх на шиї на рівні живота (захищали жіноче лоно від чаклунства і злих духів).

## Вивчення ерзянських вірувань

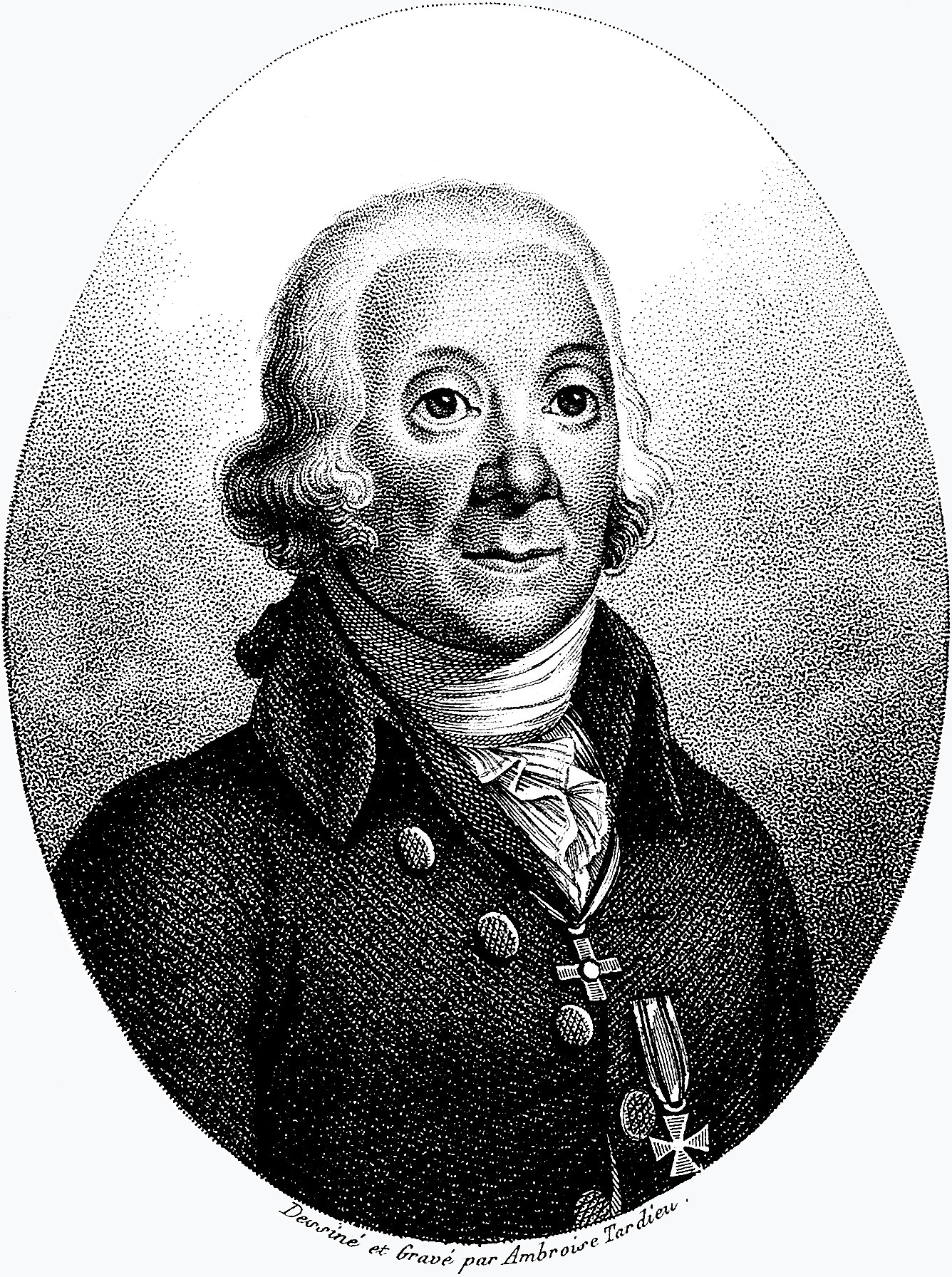
Петер-Симон Паллас, один з перших дослідників ерзянських вірувань.

Збирання відомостей, що мають відношення до ерзянської міфології та вірувань, починається з XVIII ст. У 1783 р. К. Мільковіч склав етнографічні записки «Быт и верования мордвы в конце XVIII столетия», в яких зазначені основні божества — покровителі ерзян, описані уявлення про потойбічний світ і окремі культи, деякі обряди (жертвопринесення, похорон та ін.). В рукописі використані матеріали з праць І. І. Лепехіна, П. С. Палласа і деяких інших авторів. Системний виклад ерзянської міфології вперше зроблено в «Очерках мордвы» П. І. Мельникова. Він описав міфи про створення світу і людини, представив пантеон з образами великих богів (Чам-Пас, Анге-Патяй, Нишке-Пас, Пурьгинепас, Шкай, Шкабавас) відповідно до займаних ними місць в ієрархії, дав відомості про молитви і громадські свята (Вєлєнь озкс, Анге озкс) та їх учасників, розкрив специфіку міфологічного світовідчуття ерзі і мокші. Розвідки П. І. Мельникова з ерзянської міфології істотно розширив В. Н. Майнов, який опублікував дослідження «О космогонических мифах мордовского племени» (1887), «Les restes de la muthologie Mordwinen» (1889). Він розширив бачення міфології ерзі і мокші своїми даними, збагатив образи Інешкайпаза, Анге-Патяї, Шкая новими відомостями, вніс багато цікавого в опис обрядів і молінь.
Автентичність фольклорно-міфологічних матеріалів «Очерков мордвы» підтверджується текстами восьмитомника Гейккі Паасонена «Mordwinische Volksdichtung», паралелями в сюжетах про створення світу і людини комі, марійської, удмуртської міфологій, більш пізніми (середина ХХ ст.) записами відповідних міфів в Арзамаському районі Горьковської області і Республіки Мордовія. Матеріали релігійно-міфологічного характеру містить «Мордовский этнографический сборник» (1910) А. А. Шахматова. У ньому, в плані відтворення історії вірувань, становить інтерес «Мордовская история», написана Т. Є. Завражновим і С. А. Ларіоновим на основі історичних та фольклорних джерел. Опис язичницьких обрядів і молінь дається в етнографічних роботах М. Є. Євсев'єва «Братчины и другие религиозные обряды мордвы Пензенской губернии» (1914), «Мордва Татреспублики» (1925), «Мордовская свадьба» (1931). Весілля він описав з його міфологічними сюжетами і персонажами.

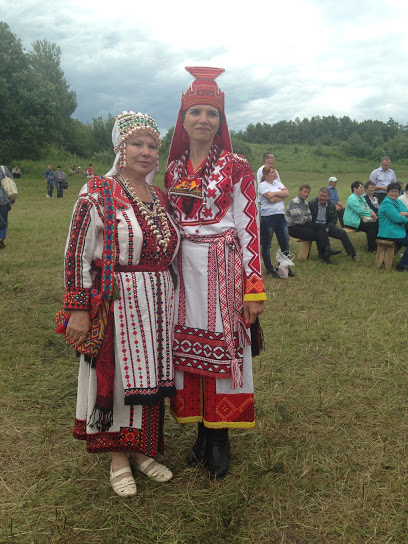
Марізь Кемаль і Наталія Тушнікова, Раськень Озкс, 2016 р.

## Ерзянська віра у ХХІ ст
Ерзя сповідують християнство (православ'я та лютеранство, принесене фінськими проповідниками у 1990-х роках) та Ерзянську віру — політеїстичну релігію з елементами пантеїзму. Практично вся національна інтелігенція сповідує інешкіпазію або лютеранство, адже православ'я в них асоціюється з Російською православною церквою (РПЦ) та русифікацією.
Марізь Кемаль — організатор громад традиційної релігії ерзян. Цей феномен з'явився після утворення Мордовської єпархії РПЦ (1990). Тоді у ерзянської інтелігенції виникла надія на впровадження ерзянської мови у богослужіннях, на відродження ерзянської ідентичності — бодай в межах РПЦ. Криза цих сподівань радикалізувала віруючих ерзян, стимулювала національну інтелігенцію відновлювати етнічну релігію — релігію бога Інешкіпаза.
Досить поширеним серед ерзян, особливо людей старшого віку у сільській місцевості, є одночасне дотримання християнських та ерзянських релігійних звичаїв та обрядів. Наприкінці XIX — поч. ХХ ст. була широко поширеною практика відзначення православних свят, прочитання православних молитов і одночасне шанування ерзянських богів та читання ерзянських молитов (ерз. ozks). Наприклад, навіть ті ерзяни, хто регулярно відвідував православний храм, досить часто не починали збору ягід в лісі, не прочитавши молитву до Вірьави (ерз. Матері лісу).

## Протистояння із органами влади РФ
У липні 2022 р. Раськень Озкс опинився у центрі публічного скандалу. За кілька тижнів до моління у ЗМІ почала з'являтися інформація, що російська влада використає релігійне дійство для пропаганди війни проти України. Ситуація напружилась, коли влада провела у республіканській бібліотеці ім. О. Пушкіна в Саранську збори ерзян, переважно працівників бюджетної сфери, на яких було заявлено про формування альтернативної ради старійшин (ерз. Атянь Езєм) і обрання альтернативного головного старійшини (ерз. Інязора). В такий спосіб владою було сформовано паралельні структури національних пресдтавницьких органів, укомплектрованих працівниками бюджетної сфери, що залежні від органів виконавчої влади.
Невдовзі після цього невідомі розклеїли у Саранську листівки ерзянською та російською мовою із закликом не допустити проведення на Раськень Озкс акції на підтримку війни. Поява великої кількості антивоєнних ерзянських листівок у столиці Мордовії викликала широкий суспільний резонанс.
Ерзянські активісти масово з'їхались до с. Чукали Великоігнатовського району Республіки Мордовія на моління, де спробували підняти ерзянські прапори і розгорнути плакати "Раськень Озкс — це не свято!", "Пам'ятаємо Алберта Разіна!", "На молінні не танцюють!", проте були зупинені силовиками. Наступного дня низка активістів заявили ЗМІ про тиск з боку ФСБ та поліції.

## Міжконфесійні конфлікти
Послідовники інешкіпазії публічно ніколи не виявляли агресивного ставлення до інших релігій та їх послідовників. Наприклад, чинний Інязор ерзянського народу Сиресь Боляєнь має приязні і товариські стосунки із головою духовного управління мусульман України «УММА» шейхом Саїдом Ісмагіловим. Також відомо про тісні контакти Сиреся Боляєнь із татарськими мусульманськими громадами в Республіці Мордовія.
Винятком у цих толерантних взаєминах можуть становити контакти із РПЦ. Послідовники інешкіпазії перебувають у постійній конфронтації із Російською Православною Церквою, яка вельми агресивно сприймає сам факт існування традиційної релігії ерзян. Водночас, лідери ерзянського національного руху нерідко публічно звинувачують православну церкву у зросійщенні ерзянського народу і називають Московську патріархію «імперським інструментом Кремля». У 2007 р. в селі Чукали Великоігнатовського району Республіки Мордовія під час проведення Раскень Озкс стався конфлікт між послідовниками ерзянської віри з одного боку та керівництвом Республіки Мордовія та духовенства РПЦ з іншого. Приводом для конфлікту стало перенесення республіканською владою святкувань зі священного кургану Мааре до галявину біля лісу, а також новий формат відзначення: розважальне дійство із російськомовною популярною музикою. Як наслідок — ерзянські лідери захопили сцену і публічно, перед тисячами присутніх, назвали російськомовні пісні та виступи російською мовою «фарсом» і «наругою над пам'яттю ерзянських воїнів, які поховані у священному кургані Мааре». Ерзя масово залишили офіційне свято і перейшли до Маара, де звершили свої молитви. Ще більшої напруги у конфлікт додала агітація місцевого духовенства РПЦ проти відзначення свята Раскень Озкс. Гостра полеміка між ерзянською інтелігенацією та духовенством РПЦ вилилась в інтернет і на шпальти місцевих друкованих видань.
Однак хибним є твердження, що сповідники Ерзянської віри критично ставляться до всіх християн. На початку 1990-х у Мордовії з'явилася Мокшано-ерзянська євангельсько-лютеранська церква, заснована за активної підтримки лютеран Фінляндії. Створення її наразилося на потужний спротив РПЦ, що розгорнула агресивну інформаційну кампанію проти «фіно-угорського сектантства». Ускладнив ситуацію й конфлікт із Гельсінкі. Пастирі нової церкви намагалися наблизитися до людей, поєднуючи в служінні елементи православ'я (зокрема, шанування ікон) з народними звичаями (ерзянський та мокшанський національний одяг, співи тощо). Лютеран Фінляндії обурила така еклектика, і вони припинили надання підтримки. У результаті РПЦ значно посилила свої позиції серед фіно-угорських народів РФ. Конфлікт Мокшано-ерзянської євангельсько-лютеранської церкви із РПЦ, як і відданість цієї деномінації національним звичаям ерзянського народу, здобули прихильність чи, принаймні, нейтральне ставлення більшості ерзянських національних еліт.
Громадський рух «Вільний Ідель-Урал», співзасновником якого є Сиресь Боляєнь, у 2019 р. публічно звинуватив влади Республіки Мордовія у втручанні в діяльність Атянь Езєм (ерз. «Рада старійшин»). У зверненні вказувалось на порушення принципу відокремлення держави від церкви та зміцнення республіканською владою привілейованого становища РПЦ: «Влада передає РПЦ приміщення та земельні ділянки по всій республіці — з цим немає ані проблем, ані бюрократичної тяганини».

## Контакти з іншими традиційними релігіями Ідель-Уралу
Віровчення інешкіпазії мало подібне до неоязичницьких культів сучасних Росії, України, Польщі і лише частково подібне до традиційних вірувань балтійських племен. Відмінний як пантеон богів, так і базові уявлення про життя і смерть, час і простір, добро і зло. На відмінних від цих неоязичницьких рухів, Ерзянська віра не є повною історичною реконструкцією культів та обрядів. Традиційна віра ерзян не мала такого колосального часового розриву у практиці, як язичницькі вірування слов'янських народів. З точки зору теології Ерзянська віра найбільш схожа на традиційні вірування фіно-угорських народів Ідель-Уралу: марі та удмуртів. Відомо, що Раськень Озкс відвідували представники марійського та удмуртського національних рухів, зокрема удмуртський вчений Альберт Разін. Ці контакти є двосторонніми. У 2019 р., під час церемонії інавгурації ерзянського Інязора, Альберта Разіна було вшановано хвилиною мовчання. Сиресь Боляєнь згадав про самоспалення удмуртського вченого і в своїй інавгураційній промові.

## Відомі сучасні сповідники

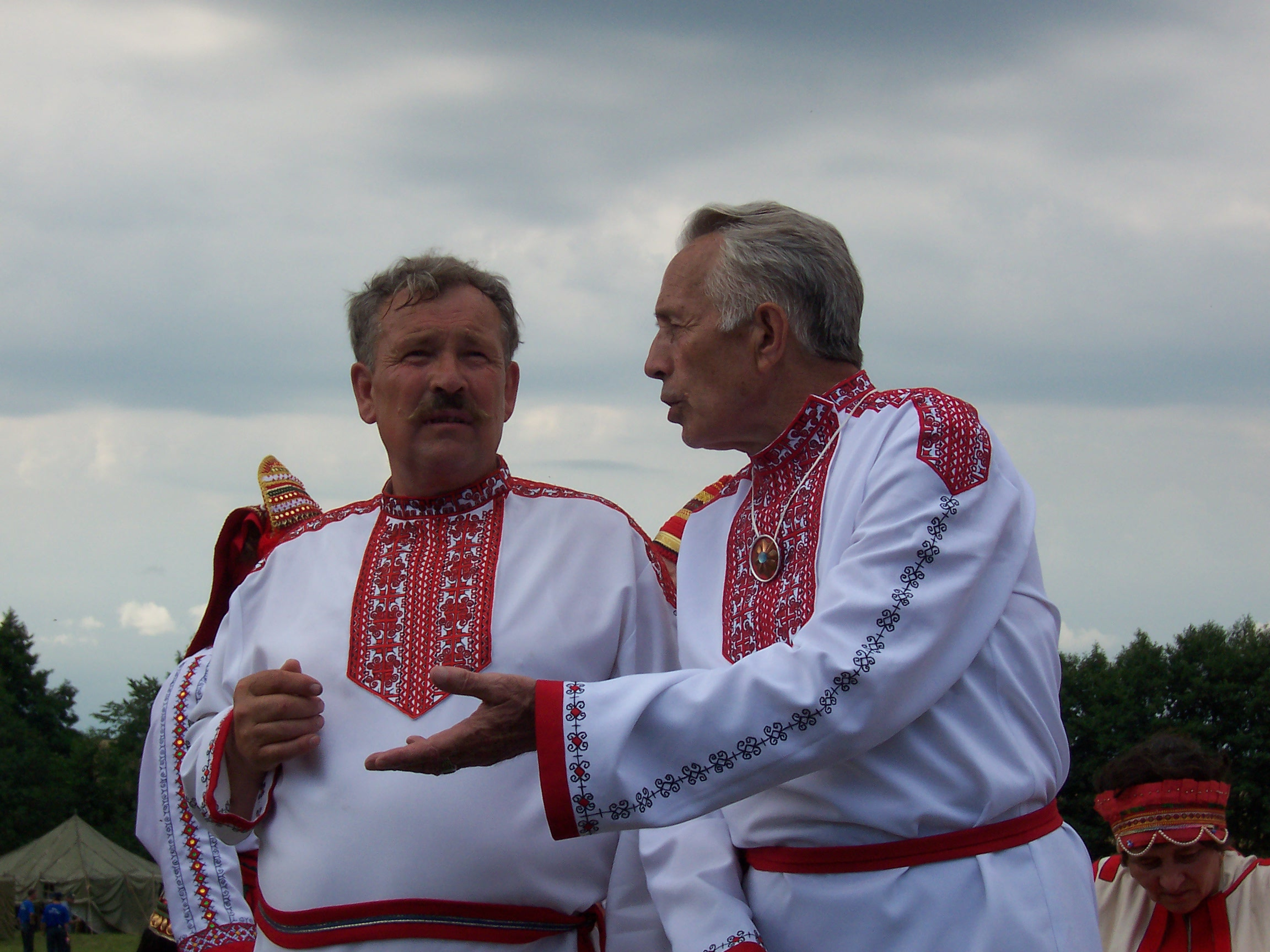
Кшуманцянь Пірґуж та Нуянь Видяз під час Раськень Озкс, 2007 р.

- Боляєнь Сиресь (1957 р.н.) — український громадський діяч, ерзянський поет та перекладач, Інязор ерзянського народу, голова товариства ерзя в Україні «Erźań val» («Ерзянське слово»), співзасновник громадського руху «Вільний Ідель-Урал».
- Йовлань Оло (1951—2002) — один із очільників ерзянського національного руху кінця ХХ століття, голова націоналістичного об'єднання «Od vij» (Нова сила).
- Кшуманцянь Пірґуж (1940 р.н.) — діяч ерзянського національного руху, правозахисник. Інязор ерзянського народу (1999—2019).
- Марізь Кемаль (1950 р.н.) — організатор громад традиційної релігії ерзян.
- Нуянь Видяз (1934 р.н.) — ерзянський публіцист та письменник. Один із лідерів ерзянського національного руху ХХІ століття.
- Петрянь Андю (1980 р.н.) — ерзянський журналіст, громадський діяч. Засновник ерзянської Вікіпедії.